# Kandydaci Republikanów na urząd wiceprezydenta Stanów Zjednoczonych
| Kandydat                        | Wybory prezydenckie w USA w roku | Rezultat                                       |
| ------------------------------- | -------------------------------- | ---------------------------------------------- |
| William Dayton                  | 1856                             | porażka                                        |
| Hannibal Hamlin (1809–1891)     | 1860                             | wybrany (pierwszy republikański wiceprezydent) |
| Andrew Johnson (1808–1875)      | 1864                             | wybrany                                        |
| Schuyler Colfax (1823–1885)     | 1868                             | wybrany                                        |
| Henry Wilson (1812–1875)        | 1872                             | wybrany                                        |
| William Wheeler (1819–1887)     | 1876                             | wybrany                                        |
| Chester Arthur (1830–1886)      | 1880                             | wybrany                                        |
| John Logan (1826–1886)          | 1884                             | porażka                                        |
| Levi Morton (1824–1920)         | 1888                             | wybrany                                        |
| Whitelaw Reid (1837–1912)       | 1892                             | porażka                                        |
| Garret Hobart (1844–1899)       | 1896                             | wybrany                                        |
| Theodore Roosevelt (1858–1919)  | 1900                             | wybrany                                        |
| Charles Fairbanks (1852–1918)   | 1904                             | wybrany                                        |
| James Sherman (1855–1912)       | 1908                             | wybrany                                        |
| Nicholas Butler (1862–1947)     | 1912                             | porażka                                        |
| Charles Fairbanks (1852–1918)   | 1916                             | porażka                                        |
| Calvin Coolidge (1872–1933)     | 1920                             | wybrany                                        |
| Charles Gates Dawes (1865–1951) | 1924                             | wybrany                                        |
| Charles Curtis (1860–1936)      | 1928                             | wybrany                                        |
| Charles Curtis (1860–1936)      | 1932                             | porażka                                        |
| Frank Knox (1874–1944)          | 1936                             | porażka                                        |
| Charles McNary (1874–1944)      | 1940                             | porażka                                        |
| John W. Bricker (1893–1986)     | 1944                             | porażka                                        |
| Earl Warren (1891–1974)         | 1948                             | porażka                                        |
| Richard Nixon (1913–1994)       | 1952                             | wybrany                                        |
| Richard Nixon (1913–1994)       | 1956                             | wybrany                                        |
| Henry Cabot Lodge (1902–1985)   | 1960                             | porażka                                        |
| William E. Miller (1914–1983)   | 1964                             | porażka                                        |
| Spiro T. Agnew (1918–1996)      | 1968                             | wybrany                                        |
| Spiro T. Agnew (1918–1996)      | 1972                             | wybrany                                        |
| Bob Dole (ur. 1923)             | 1976                             | porażka                                        |
| George H.W. Bush (ur. 1924)     | 1980                             | wybrany                                        |
| George H.W. Bush (ur. 1924)     | 1984                             | wybrany                                        |
| Dan Quayle(ur. 1947)            | 1988                             | wybrany                                        |
| Dan Quayle(ur. 1947)            | 1992                             | porażka                                        |
| Jack Kemp (1935–2009)           | 1996                             | porażka                                        |
| Dick Cheney (ur. 1941)          | 2000                             | wybrany                                        |
| Dick Cheney (ur. 1941)          | 2004                             | wybrany                                        |
| Sarah Palin (ur. 1964)          | 2008                             | porażka                                        |
| Paul Ryan (ur. 1970)            | 2012                             | porażka                                        |
| Mike Pence (ur. 1959)           | 2016                             | wybrany                                        |